# 黃靖倫
黃靖倫（英語：Jing Wong，1983年7月23日—），新加坡男歌手。為一圓歌手的夢想，放棄新加坡新躍大學經濟系二年級學業，2008年參加台灣中視第三屆《超級星光大道》賽事，在第四場PK賽中，以演唱韓劇冬季戀歌中文版主題曲《從開始到現在》以20分的高分，進入星光三班的前六強。
比賽結束後不久即被台灣華納唱片相中，並於2008年10月28日舉行簽約儀式，正式成為歌手，同年11月14日發行第一張個人專輯《倫語錄》，邀請田中千繪擔任第一首主打曲〈月光〉MV的女主角。2009年12月11日發行第二張個人專輯《OK MAN》，專輯裡的「敵不過」歌曲，邀請Energy中阿弟來跨刀合唱。
黃靖倫曾於新加坡電視節目《校花校草追趕跑》新躍大學單元中出現，近年也參與如《美少女時代》、《食尚玩家－來去住一晚》、《嘻遊記》等節目主持工作，其中以台灣公共電視與亞里搭檔主持節目《成語賽恩思》，分別在2013年入圍第48屆金鐘獎與2016年第51屆金鐘獎榮獲『兒童少年節目主持人獎』。也是繼星光五班的鍾依芹與星光一班的李宣榕後，第三位從《超級星光大道》比賽選手畢業後獲得金鐘獎的星光幫歌手。
2017年參加台灣那麼旺歌唱比賽節目，2019年參與三立台灣台台語偶像劇《天之蕉子》的演出，挑戰自己為戲苦練台語，飾演天資聰穎卻患有自閉症高志龍角色，精湛演技深獲觀眾喜愛且在戲劇圈爆紅。

## 大事記

### 2008年
3月10日 移居台灣
3月21日 於本集超級星光大道「海外選手資格決定賽 PART III」首次登場，演唱林凡的「一個人生活」，並取得19分的高分數。
5月23日 於本集「觀眾指定曲」獲得超過四十萬票當上星光三人氣王，本集比賽亦確定進入最後十強。
8月10日 於本集「第六名決定賽」以總計成績166分獲得第六名。
8月 擔任 林志炫演唱會台北站嘉賓。
10月27日 新歌《月光》在台灣Hitfm首播，為星光三班畢業後最早推出新歌的同學。
11月14日 發行首張專輯「倫語錄」。發片當天，中天綜合台收視率位列前三位的綜藝談話節目「康熙來了」、「大學生了沒」及「全民最大黨」嘉賓皆為黃靖倫。

### 2009年
2月1日 於新加坡舉行首場外海外簽唱會
3月與楊丞琳一同代言三得利C.C. Lemon碳酸飲料，此為黃靖倫首支廣告
5月於台視偶像劇敗犬女王客串演出
5月25日，正式公佈將於八大偶像劇桃花小妹飾演五哥「陳餘一」
5月30日至6月4日往北京宣傳
10月18日 首次參演偶像劇桃花小妹於中視首播
11月6日 獲得「第十五屆新加坡金曲獎」優秀新人獎
11月7日至11月8日於新加坡宣傳桃花小妹
12月11日第二張專輯《OK MAN》發行

### 2010年
1月11日 獲得「2009音樂風雲榜新人盛典」最具突破精神新人獎
3月1日 首次主持節目美少女時代播出
10月6日 主持TVBS歡樂台「食尚玩家」的「來去住一晚」單元　首集播出
11月20日 出版首本美食書－「食話食說」

### 2011年
3月30日 嘉義高工校園演唱會--第一波高潮
4月 參演Xinmsn首部網上劇集 - 《PK愛情》Let's Play Love
4月2日 獲得「新加坡e樂大賞2011」飛躍新生代獎

## 演出作品

### 電視劇
| 年份   | 頻道                  | 劇名                        | 飾演           | 性質   |
| ------ | --------------------- | --------------------------- | -------------- | ------ |
| 2009年 | 台視                  | 《敗犬女王》                | 小沈           | 客串   |
| 2009年 | 中視                  | 《桃花小妹》                | 陳餘一         | 男主角 |
| 2011年 | 新傳媒U頻道           | 《PK愛情》(Let's Play Love) | 李秀衍         | 男主角 |
| 2012年 | 新傳媒U頻道           | 《跳浪》(Jump!)             | 章國倫         | 男主角 |
| 2013年 | 中天綜合台            | 《PMAM》                    | Steve          | 客串   |
| 2014年 | 民視                  | 《你照亮我星球》            | 黃靖倫         | 客串   |
| 2015年 | 酷瞧                  | 《愛呀 午休時刻》           | 阿倫           | 男主角 |
| 2018年 | TVBS歡樂台            | 《初戀的情人》              | 黃靖倫         | 客串   |
| 2019年 | 三立台灣台            | 《天之蕉子》                | 高志龍         | 男配角 |
| 2019年 | 新傳媒8頻道           | 《带你去走走》(Jalan Jalan) | 邱宇凡         | 客串   |
| 2019年 | TVBS歡樂台            | 《女兵日記女力報到》        | 黃韋綸         | 男配角 |
| 2019年 | TVBS歡樂台            | 《女力報到－小資女上班記》  | 黃韋綸         | 男配角 |
| 2020年 | TVBS歡樂台            | 《女力報到－愛神出任務》    | 黃韋綸         | 男配角 |
| 2020年 | TVBS歡樂台            | 《女力報到－最佳拍檔》      | 黃韋綸         | 男主角 |
| 2020年 | TVBS歡樂台            | 《女力報到－正好愛上你》    | 黃韋綸         | 男主角 |
| 2020年 | TVBS歡樂台            | 《女力報到－最美的約定》    | 黃韋綸         | 男主角 |
| 2020年 | TVBS歡樂台            | 《女力報到－好運到》        | 黃韋綸         | 男主角 |
| 2021年 | TVBS歡樂台            | 《女力報到－愛情公寓》      | 黃韋綸         | 男主角 |
| 2021年 | TVBS歡樂台            | 《女力報到－男人止步》      | 黃韋綸         | 男主角 |
| 2021年 | TVBS歡樂台            | 《女力報到－男人止步2》     | 黃韋綸         | 男主角 |
| 2021年 | TVBS歡樂台            | 《女力報到－愛的故事》      | 黃韋綸         | 男主角 |
| 2023年 | friDay影音 Hami Video | 《火星上的維納斯》          | 維納爸爸、仲雞 | 男配角 |

### 電影
| 首映          | 片名         | 角色 | 性質   | 導演   | 重要記事                     |
| 2019年12月6日 | 《絕世情歌》 | 厚生 | 男配角 | 王國燊 | 本片為黃靖倫首部正式參演電影 |

### 音樂舞台劇
| 日期                        | 劇名           | 飾演   | 性質   | 合作演員                                       | 備註         |
| --------------------------- | -------------- | ------ | ------ | ---------------------------------------------- | ------------ |
| 2014年7月24日~2014年8月3日  | 《唯一》       | 司淨   | 男主角 | 潘嗣敬、羅美儀、何和鴻、鄭可為、鄭善文、湯薇恩 | (2014年版本) |
| 2016年9月22日~2016年10月2日 | 《唯二》       | 蕭志   | 男主角 | 潘嗣敬、楊梓藝、湯薇恩、周瑋賢、陸佩銀、謝慧嫻 |              |
| 2017年5月12日~2017年5月13日 | 《唯一》       | 小志   | 男主角 | 潘嗣敬、湯薇恩、周瑋賢、蔡貝兒、謝慧嫻、楊梓藝 | (2017年版本) |
| 2018年12月7日~2019年1月13日 | 《恐龍復活了》 | 吳大發 | 男主角 | 林凡、凌霄                                     |              |

## 主持作品

### 電視節目
| 首播日期       | 播出時間           | 播出頻道      | 節目名稱             | 主持陣容               | 備註 |
| -------------- | ------------------ | ------------- | -------------------- | ---------------------- | --- |
| 2010年3月1日   | 週一到週五晚上10點 | Channel V     | 美少女時代           | 黑人、黃靖倫、鮪魚     | - 每集將有40位13歲到18歲的中外及混血美少女，並邀請來賓跟美少女們趣味PK。 - 以美少女的意見及調查討論青春大小事，也邀請大牌明星來教導她們如何成為真正的美少女。 |
| 2010年10月6日  | 週三晚上10點       | TVBS歡樂台    | 食尚玩家－來去住一晚 | 黃靖倫、曾子余         | |
| 2010年11月11日 | 週四晚上7點        | 酷6原創頻道   | 就想妝美女           | 李明川、邵庭、黃靖倫   | *黃靖倫於12月23日起加入主持 |
| 2012年4月9日   | 週一晚上8點        | 新传媒8频道   | 另一片天空           | Pornsak、黃靖倫        | |
| 2012年11月起   | 週日晚上8點        | 超視 （33台） | 嘻遊記               | 草莓姐姐、黃靖倫       | |
| 2012年10月28日 | 週日上午9時至10時  | 公共電視      | 成語賽恩思           | 黃靖倫、亞里           | |
| 2014年2月起    | 週四晚上8點半      | 新電信佳樂台  | 你是福建人嗎？       | 黃靖倫、陳建彬         | |
| 2016年1月28日  | 週四晚上9點        | 新傳媒U頻道   | 三男一旅！           | 黃靖倫、鄭斌輝、蘇志城 | |
| 2017年8月10日  | 週四晚上9點        | 新傳媒U頻道   | 非常監獄             | 黃靖倫                 | |

### 代班主持
2011/6/23 三立都會台完全娛樂（Live播出）
2011/6/27 三立都會台完全娛樂（Live播出）
2011/6/30 三立都會台完全娛樂（Live播出）
2011/7/04 三立都會台完全娛樂（Live播出）
2011/7/05 三立都會台完全娛樂（Live播出）
2011/8/25 三立都會台台灣全紀錄
2012/8/12 超視（33台）嘻遊記 "花蓮好山好水孕育好東西"
2012/10/5  超視（33台）嘻遊記 "嘻遊記之魔鬼夏令營 最終戰 台北（上）" 嘉賓主持
2012/10/12 超視（33台） 嘻遊記 "嘻遊記之魔鬼夏令營 最終戰 台北（下）" 嘉賓主持

## 星光大道參賽過程
黃靖倫為了圓歌手夢，從新加坡遠道前來臺灣參賽，過程一波三折，除了新加坡的學業暫時休學外，進入十強後曾因兵役教召問題險些退賽（新加坡與中華民國臺灣、大韓民國（韓國、南韓、南朝鮮）皆屬徵兵制，新加坡男性退伍至除役前每年還需教召一週，黃靖倫高中畢業後已服兩年六個月的兵役退伍）。他具有陰陽嗓的唱腔風格而備受矚目，真假音轉換的技巧高超，音色嘹喨優美，封為「星光Vitas」。歌聲高亢的他，私下講話卻是同個音節平平到底，沒有情緒起伏的說話方式 ，加上本身肢體動作的不協調，所以極具個人特色與魅力，讓緊張而嚴肅的比賽過程中，增添了許多笑料，與詼諧而逗趣的插曲，逐漸受到觀眾們的喜愛，尤其在第17集「觀眾點播歌曲」主題中，他以總票數422,650票獲得多數觀眾的支持，光是在節目裡所演唱的《Leave Me Alone》一曲，上網投票的票數更是超過20萬，榮登星光三班人氣王寶座，足見人氣之旺。因模仿全民大悶鍋節目的張國志老師，而被粉絲稱之為「倫老師」；由於在節目中他常常引用成語，再加上一些與主持人、評審互動的無俚頭搞笑對話，讓許多粉絲也因此收集他講過的「經典名言」，集結成「倫語錄」。
| 集數 | 比賽主題            | 演唱歌曲                                                               | 分數  | 備註                                                   |
| ---- | ------------------- | ---------------------------------------------------------------------- | ----- | ------------------------------------------------------ |
| --   | 新加坡初選          | 《給你一些，不給一些》 / 林志炫                                        | --    | 過關                                                   |
| --   | 新加坡複選          | 《對的人》 / 戴愛玲                                                    | --    | 過關，確定來台參賽                                     |
| 08   | 海外選手資格賽Part3 | 《一個人生活》 / 林凡                                                  | 19    | 過關                                                   |
| 09   | 我出生年代的歌曲    | 《小雨來得正是時候》 / 鄭怡                                            | 17    | 過關                                                   |
| 10   | 我的主打歌          | 《對不起我愛你》 / 蔡淳佳                                              | 15    | 失敗                                                   |
| 11   | 評審指定曲          | 《離歌》 / 信樂團                                                      | 17    | 過關                                                   |
| 12   | 合唱指定賽          | 《I Still Believe》 / 徐若瑄 & 曹格                                    | 14    | 失敗，與簡鳳君合唱                                     |
| 13   | Unplugged指定賽     | 《如果你還愛我》 / 光良                                                | 16    | 過關                                                   |
| 14   | 肢體考驗賽          | 《就是你》 / 范瑋琪                                                    | 15    | 失敗，但獲最佳進步獎                                   |
| 15   | 學長姐合唱賽        | 《不值得》 / 夢飛船                                                    | 18    | 過關，與梁文音合唱                                     |
| 16   | 藝人合唱賽          | 《心動》 / 林曉培                                                      | 18    | 過關，與林曉培合唱                                     |
| 17   | 觀眾票選歌曲戰      | 《Leave Me Alone》 / 孫燕姿                                            | 18    | 過關                                                   |
| 18   | 挑戰突破自我        | 《被遺忘的時光》 / 蔡琴                                                | 17    | 失敗                                                   |
| 19   | 非歌手藝人踢館賽    | 《沉默玩具》 / 曹格                                                    | 20    | 過關，勝林佳琪 (13分)                                  |
| 20   | 一對一踢館賽Part1   | 《輸了你贏了世界又如何》 / 優客李林                                    | 16    | 過關，勝李成基 (14分)                                  |
| 21   | 一對一踢館賽Part2   | 《秋意濃》 / 張學友                                                    | 16    | 平手，二度PK清唱《過火－張信哲》，過關，勝張夢秦       |
| 22   | 一對一踢館賽Part3   | 《從開始到現在》 / 張信哲                                              | 20    | 過關，勝林昱志 (15)                                    |
| 24   | Touch人心挑戰賽     | 《眼淚成詩》/ 孫燕姿 《不愛跳舞》/ 謝霆鋒                              | 21 21 | 此次比賽以合計42分的積分，暫居第三名                   |
| 25   | 拿手歌曲&默契合唱   | 《你是我的女人》/ 劉德華 《外套》/ 動力火車                            | 15 20 | 本集以77分的積分與黎礎寧並列第三名，第二輪與蔡忠穎合唱 |
| 26   | 偶像合唱抗壓賽      | 《散了吧》/ 林志炫 《如果不是因為你》/ 林志炫                          | 16 16 | 本集以109分的積分暫居第四名，第二輪與林志炫合唱        |
| 27   | 拿手歌曲+藝文團體   | 《我是真的》/ 張信哲 《Quando, Quando, Quando》/ Engelbert Humperdinck | 16 15 | 本集以140分的積分暫居第六名，第二輪與台北打擊樂團合作  |
| 28   | 拿手歌曲+老歌新唱   | 《洗臉》/ 梁詠琪 《流水年華》/ 鳳飛飛                                  | 12 14 | 本集以166分的積分獲第六名                              |
| 30   | 畢業典禮            | 《起床歌》 / 曹格                                                      | 19    |                                                        |

## 音樂作品

### 音樂專輯
| 發行日期       | 專輯名稱   | 發行公司 | 附注 |
| -------------- | ---------- | -------- | --- |
| 2008年11月14日 | 《倫語錄》 | 華納唱片 | - 《倫語錄》2008年10月31日接受預購，2008年11月14日正式發行 - 《倫語錄WISH YOUR LOVE影音限定版》(CD+DVD) 2008年12月12日改版發行 |
| 2009年12月11日 | 《OK MAN》 | 華納唱片 | - 《OK MAN》2009年12月11日發行                                                                                                 |
| 2020年8月12日  | 《倫。回》 |          | - 《倫。回》2020年8月12日發行                                                                                                  |

## 配音作品

### 動畫配音
| 年份   | 作品     | 製作公司             | 導演   | 配音角色 | 備註             |
| ------ | -------- | -------------------- | ------ | -------- | ---------------- |
| 2024年 | 《八戒》 | 兔子創意股份有限公司 | 邱立偉 | 銀角     | 台語版、多元語版 |

## 廣告代言
- 2009年-2010年 三得利C.C. Lemon碳酸飲料

## 感情生活
2020年7月23日，黃靖倫宣布結婚及即將當爸。2020年9月24日，黃靖倫的妻子產下一子，乳名為小小倫。

## 出版作品

### 電視刊物
- 2009年12月11日 《桃花小妹》 幕後寫真

### 電視小說
- 2009年11月10日 《桃花小妹》電視小說

### 書籍
- 2010年11月20日 《食話食說》

## 獎項
| 年份   | 頒獎典禮                     | 獎項                   | 入選作品       | 結果 | 唱片公司/電視公司 |
| 2008年 | 第三屆《超級星光大道》       | 第六名                 |                | 獲獎 |                   |
| 2008年 | 第三屆《超級星光大道》       | 簡訊投票人氣王         |                | 獲獎 |                   |
| 2009年 | 第十五屆新加坡金曲獎         | 優秀新人獎             | 「倫語錄」     | 獲獎 | 華納唱片          |
| 2009年 | 第十五屆新加坡金曲獎         | 最受歡迎新人獎         | 「倫語錄」     | 提名 | 華納唱片          |
| 2010年 | 第一屆亞太網路金曲獎頒獎典禮 | 最具潛力獅城新人王獎   | 「倫語錄」     | 獲獎 | 華納唱片          |
| 2010年 | 2009年音樂風雲榜新人盛典     | 年度最具突破精神新人獎 | 「倫語錄」     | 獲獎 | 華納唱片          |
| 2011年 | 2011年新加坡e樂大賞          | 飛躍新生代大獎         |                | 獲獎 |                   |
| 2013年 | 第48屆金鐘獎                 | 兒童少年節目主持人獎   | 「成語賽恩思」 | 提名 | 公共電視          |
| 2016年 | 第51屆金鐘獎                 | 兒童少年節目主持人獎   | 「成語賽恩思」 | 獲獎 | 公共電視          |

## 外部連結
- 黃靖倫的Facebook專頁
- 黃靖倫的新浪微博

| 前任： 曾沛慈 | 超級星光大道第六名 2008年8月15日-2009年3月20日 | 繼任： 孫碧娜 |